# Patrick Dupriez

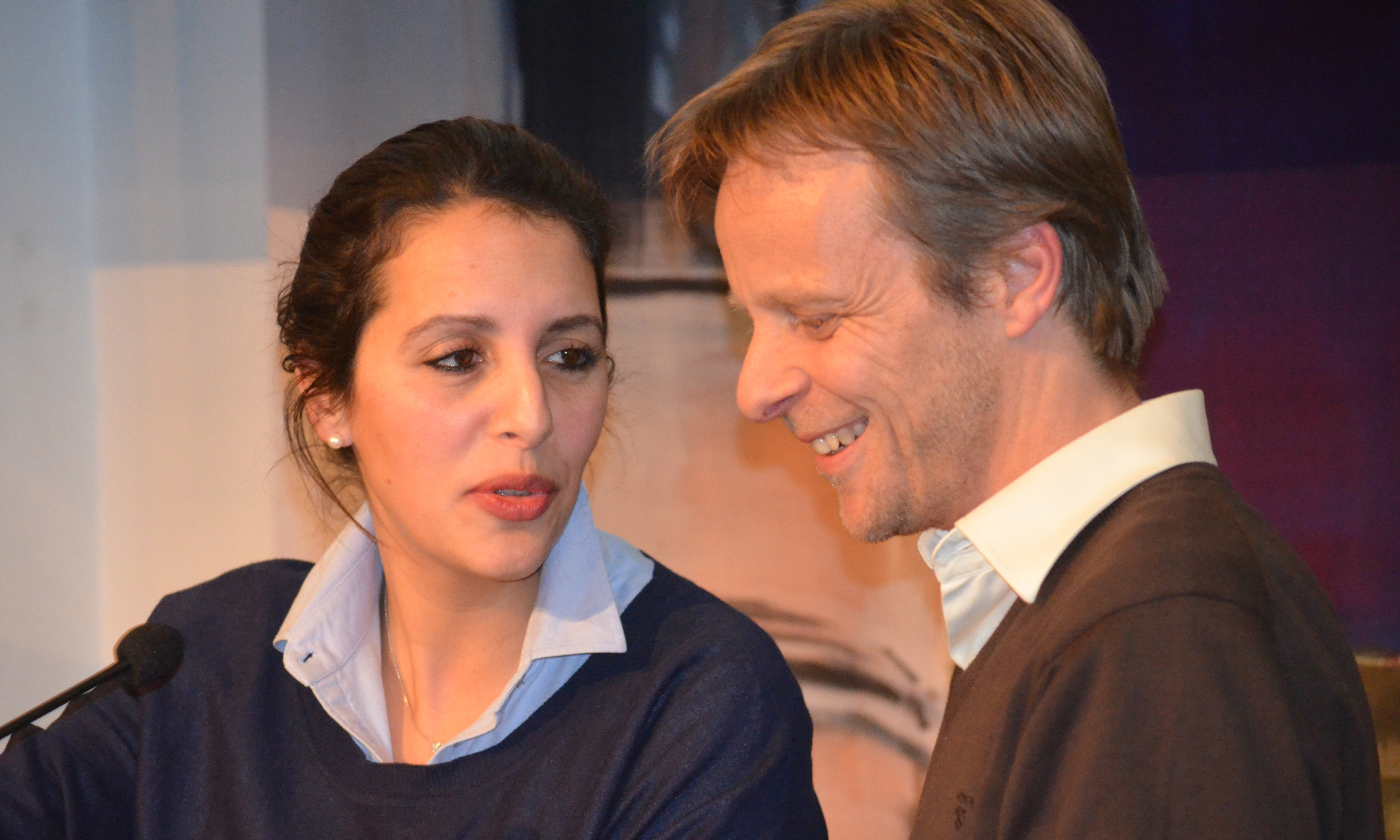
Zakia Khattabi und Patrick Dupriez in Charleroi, März 2015

Patrick Dupriez (* 17. Februar 1968 in Yaoundé) ist ein belgischer Agraringenieur und Politiker der Partei Ecolo.

## Biographie
Patrick Dupriez wuchs in seinen ersten Lebensjahren zunächst in der kamerunischen Hauptstadt Yaoundé und danach in der Elfenbeinküste auf, wo sein Vater Entwicklungshelfer war, um sodann in Wallonisch-Brabant die Schule zu besuchen. Er studierte Landwirtschaft an der Université catholique de Louvain und fertigte seine Abschlussarbeit in Chile an.
Als Student machte er bei Greenpeace und Amnesty International mit und kam Ende der 1980er Jahre zur Partei Ecolo, für die er auch international tätig war. 1988 lernte er den späteren ecuadorianischen Präsidenten Rafael Correa kennen und vertrat 1992 die belgischen Grünen auf der Konferenz der Vereinten Nationen über Umwelt und Entwicklung in Rio de Janeiro.
2002 wurde er in Ciney in den Gemeinderat gewählt und war hier von 2006 bis 2009 Schöffe (échevin). Von 2009 bis 2014 war er für Ecolo Abgeordneter im Wallonischen Parlament, dem er in Nachfolge seiner Parteifreundin Emily Hoyos von 2012 bis 2014 als Parlamentspräsident vorstand. Bei den Wahlen 2014 wurde er nicht mehr ins Parlament gewählt. Im März 2015 wurde er auf dem Ecolo-Parteitag in Charleroi zusammen mit Zakia Khattabi mit 60 Prozent der Stimmen in die Doppelspitze von Ecolo gewählt.